# قطعنامه ۱۷۴۳ شورای امنیت
قطعنامه ۱۷۴۳ شورای امنیت سازمان ملل متحد که در تاریخ ۱۵ فوریه ۲۰۰۷ تصویب شد، سندی بین‌المللی دربارهٔ مسئلهٔ در مورد هائیتی است. این قطعنامه طی نشست ۵۶۳۱ام با ۱۵ رای موافق، ۰ مخالف و ۰ ممتنع تصویب شد.